# La Z
La Z fue una marca de emisoras de radio de la cadena Todelar en Colombia. Inicialmente emitía programación musical hacia una población demográfica adulta y posteriormente es enfocada hacia un público juvenil variando en cada una acorde a su propia fórmula musical. En Bogotá trabajó bajo el nombre de La 92 hasta el 30 de octubre del año 2020, en Medellín Funcionó como La Z Urbana hasta el 31 de octubre de 2021 y en Cali funciono bajo la marca La Z  incluyendo los géneros de Salsa y Música Popular hasta el 31 de julio de 2022; las frecuencias de Bogotá y Cali paso a manos de la Organización Radial Olímpica, mientras que en Medellín pasó a manos de independientes hasta 2023.

## Historia

### La Z y La 92, Bogotá
La frecuencia 92.9 FM comienza sus transmisiones en 1982, pero bajo el nombre de Sonorama Estéreo, que se dedicaba a emitir baladas pop y música romántica. En 1994, se renueva la emisora y Sonorama desaparece para convertirse en La Z emitiendo salsa y música tropical. 
Desde las 5:00 a. m. del 2 de agosto de 2013, la emisora, junto con su formato de salsa y música tropical desaparece, pasando entonces a ser "92.9, El Sonido de la Ciudad", emisora cuyo formato incluye la emisión del noticiero principal de Todelar en horario matutino, música contemporánea en español durante el resto de su horario (siendo complemento a su emisora hermana, La X), emitiendo además eventos deportivos de equipos de fútbol de Bogotá y a partir del 22 de noviembre de 2014 es re-formateada incorporando los géneros pop anglo, dance, bachata y reguetón sin dejar aun lado los sucesos deportivos de fútbol y ciclismo que ocurren en el momento pasándose a llamar como "La 92".
El 29 de febrero de 2016 "La 92" pasa a emitirse las 24 horas del día y su programación queda definida bajo el formato de música pop anglo y urbana, la emisión del noticiero matutino de Edgar Artunduaga de Todelar Radio únicamente se emitía en cadena básica 890 AM hasta diciembre de 2016.
El 30 de octubre de 2020 "La 92" deja de emitirse luego de que la Organización Radial Olímpica O.R.O alquilara la frecuencia para emitir ese mismo día el sistema de música urbana MIX.

### La Z y La Z Urbana, Medellín
Desde sus inicios se enfoco al género de la Salsa y la Música Tropical, luego el 1 de diciembre de 2012 a las 0:00 cambio su formato al género urbano: Reguetón, Hip hop latino, Trap latino, R&B latino y ElectroFlow con el nombre de La Z Urbana el cual estuvo al aire hasta el 31 de octubre de 2021, a partir del día siguiente solo emitía programación musical del mismo género y cabezotes el cual identifica solo la frecuencia, tempo después se oficializo el nombre de Brutal perteneciendo a empresarios independientes, el cual transmitió hasta el 30 de septiembre de 2023 y la frecuencia fue retomada por Todelar para emitir en su programación musical clásicos anglo-americano con el nombre de la Ochentera.

### La Z, Cali
En Cali La Z al igual que sus similares en Bogotá y Medellín funciono como emisora de Salsa, luego cambio al género urbano y el 1° de diciembre de 2020 empieza a tener cambio musical pasando al Crossover conservando el Reguetón, regresando la Salsa e incluyendo el generó Popular, el cual estuvo al aire hasta el 31 de julio de 2022, a partir del día siguiente Organización Radial Olímpica O.R.O toma el control la frecuencia para emitir ese mismo día el sistema de música urbana MIX el cual cambia de su actual frecuencia 102.5 FM; con este cambio el sistema La Z queda totalmente desintegrado y quedando como único circuito de Todelar en FM el sistema La X.

## Emisoras que Hicieron Parte del Sistema
| Ciudad   | Dial         | Código de emisora | Última emisión        |
| -------- | ------------ | ----------------- | --------------------- |
| Bogotá   | 92.9 MHz FM  | HJST              | 30 de octubre de 2020 |
| Medellín | 91.9 MHz FM  | HJTO              | 31 de octubre de 2021 |
| Cali     | 101.5 MHz FM | HJVT              | 31 de julio de 2022   |

- Datos: Q5965630